# Якби ти був останнім
«Якби ти був останнім» (If You Were the Last) — американський науково-фантастичний романтичний комедійний фільм 2023 року режисера Крістіана Меркадо за сценарієм Анджели Бурасси.

## Про фільм
Двоє астронавтів без надії на порятунок  залишилися безвісти у своєму зламаному космічному човнику.
Вони сперечаються про те, чи краще їм провести решту днів як друзі — чи щось більше.

## Знімались
| Актор            | Роль          |
| ---------------- | ------------- |
| Ентоні Макі      | Адам          |
| Зої Чао          | Джейн         |
| Наталі Моралес   | Саванна       |
| Джофф Стульц     | Том           |
| Міссі Пайл       | Меган         |
| Ленгстон Фішберн | адміністратор |